# تشوي سونغ يونغ
تشوي سونغ يونغ مواليد 25 ديسمبر 1975 في غيونغسانغ الجنوبية، كوريا الجنوبية، هو لاعب كرة قدم كوري جنوبي دولي سابق كان يلعب كمدافع. سبق له أن لعب في كأس العالم لكرة القدم مع منتخب بلاده.
لعب مع منتخب بلاده كوريا الجنوبية في بطولة كأس العالم عام 1998 و2002. وكانت مشاركته الأولى مع المنتخب عام 1995 في مباراة ضد منتخب اليابان.
بعد مونديال كأس العالم لعام 2002 لعب في الدوري الكوري الممتاز مع نادي سوون سامسونغ بلووينغز وساعد النادي على الفوز بلقب البطولة.

## المسيرة الاحترافية

### أندية لعب لها
- فيسيل كوبه
- لاسك لينتس
- سوون سامسونغ بلووينغز
- نادي يوكوهاما
- نادي أولسان هيونداي
- ثيسباكوساتسو غونما

## إحصاءات
| أداء النادي    | أداء النادي           | أداء النادي                     | المنافسة | المنافسة | الكأس                      | الكأس                      | كأس البطولة         | كأس البطولة         | المجموع | المجموع |
| الموسم         | النادي                | البطولة                         | مباريات  | أهداف    | مباريات                    | أهداف                      | مباريات             | أهداف               | مباريات | أهداف   |
| اليابان        | اليابان               | اليابان                         | المنافسة | المنافسة | كأس إمبراطور اليابان       | كأس إمبراطور اليابان       | كأس الدوري الياباني | كأس الدوري الياباني | المجموع | المجموع |
| -------------- | --------------------- | ------------------------------- | -------- | -------- | -------------------------- | -------------------------- | ------------------- | ------------------- | ------- | ------- |
| 1999           | فيسيل كوبه            | الدوري الياباني الدرجة الأولى   | 26       | 0        | 1                          | 0                          | 1                   | 0                   | 28      | 0       |
| 2000           | فيسيل كوبه            | الدوري الياباني الدرجة الأولى   | 25       | 0        | 1                          | 0                          | 4                   | 0                   | 30      | 0       |
| النمسا         | النمسا                | النمسا                          | المنافسة | المنافسة | كأس النمسا                 | كأس النمسا                 | كأس البطولة         | كأس البطولة         | المجموع | المجموع |
| 2000/01        | لاسك لينتس            | بوندسليغا النمسا                | 13       | 1        |                            |                            |                     |                     | 13      | 1       |
| 2001/02        | لاسك لينتس            | الدوري النمساوي (الدرجة الأولى) | 6        | 0        |                            |                            |                     |                     | 6       | 0       |
| كوريا الجنوبية | كوريا الجنوبية        | كوريا الجنوبية                  | المنافسة | المنافسة | كأس الاتحاد الكوري الجنوبي | كأس الاتحاد الكوري الجنوبي | كأس البطولة         | كأس البطولة         | المجموع | المجموع |
| 2002           | سوون سامسونغ بلووينغز | دوري كوريا الجنوبية لكرة القدم  | 11       | 0        |                            |                            |                     |                     | 11      | 0       |
| 2003           | سوون سامسونغ بلووينغز | دوري كوريا الجنوبية لكرة القدم  | 23       | 0        | 1                          | 0                          | -                   | -                   | 24      | 0       |
| 2004           | سوون سامسونغ بلووينغز | دوري كوريا الجنوبية لكرة القدم  | 20       | 1        | 0                          | 0                          | 12                  | 0                   | 32      | 1       |
| 2005           | سوون سامسونغ بلووينغز | دوري كوريا الجنوبية لكرة القدم  | 16       | 0        | 3                          | 0                          | 7                   | 0                   | 26      | 0       |
| 2006           | سوون سامسونغ بلووينغز | دوري كوريا الجنوبية لكرة القدم  | 8        | 0        | 0                          | 0                          | 4                   | 0                   | 12      | 0       |
| اليابان        | اليابان               | اليابان                         | المنافسة | المنافسة | كأس إمبراطور اليابان       | كأس إمبراطور اليابان       | كأس الدوري الياباني | كأس الدوري الياباني | المجموع | المجموع |
| 2006           | نادي يوكوهاما         | الدوري الياباني الدرجة الثانية  | 22       | 0        | 1                          | 0                          | -                   | -                   | 23      | 0       |
| كوريا الجنوبية | كوريا الجنوبية        | كوريا الجنوبية                  | المنافسة | المنافسة | كأس الاتحاد الكوري الجنوبي | كأس الاتحاد الكوري الجنوبي | كأس البطولة         | كأس البطولة         | المجموع | المجموع |
| 2007           | أولسان هيونداي        | دوري كوريا الجنوبية لكرة القدم  | 8        | 0        | 0                          | 0                          | 0                   | 0                   | 8       | 0       |
| اليابان        | اليابان               | اليابان                         | المنافسة | المنافسة | كأس إمبراطور اليابان       | كأس إمبراطور اليابان       | كأس الدوري الياباني | كأس الدوري الياباني | المجموع | المجموع |
| 2008           | ثيسباكوساتسو غونما    | الدوري الياباني الدرجة الثانية  | 37       | 0        | 1                          | 0                          | -                   | -                   | 38      | 0       |
| 2009           | ثيسباكوساتسو غونما    | الدوري الياباني الدرجة الثانية  | 7        | 0        | 2                          | 0                          | -                   | -                   | 9       | 0       |
| 2010           | ثيسباكوساتسو غونما    | الدوري الياباني الدرجة الثانية  | 4        | 0        | 0                          | 0                          | -                   | -                   | 4       | 0       |
| البلد          | اليابان               | اليابان                         | 121      | 0        | 6                          | 0                          | 5                   | 0                   | 132     | 0       |
| البلد          | النمسا                | النمسا                          | 19       | 1        |                            |                            |                     |                     | 19      | 1       |
| البلد          | كوريا الجنوبية        | كوريا الجنوبية                  | 86       | 1        |                            |                            |                     |                     | 86      | 1       |
| المجموع        | المجموع               | المجموع                         | 226      | 2        | 6                          | 0                          | 5                   | 0                   | 237     | 2       |

| منتخب كوريا الجنوبية | منتخب كوريا الجنوبية | منتخب كوريا الجنوبية |
| العام                | مباريات              | أهداف                |
| -------------------- | -------------------- | -------------------- |
| 1995                 | 3                    | 0                    |
| 1996                 | 0                    | 0                    |
| 1997                 | 12                   | 0                    |
| 1998                 | 24                   | 1                    |
| 1999                 | 2                    | 0                    |
| 2000                 | 5                    | 0                    |
| 2001                 | 8                    | 0                    |
| 2002                 | 8                    | 0                    |
| 2003                 | 3                    | 0                    |
| مجموع                | 65                   | 1                    |

## الأهداف الدولية
| تاريخ              | مكان              | الخصم | أهداف | نتيجة | المنافسة     |
| ------------------ | ----------------- | ----- | ----- | ----- | ------------ |
| 4 آذار / مارس 1998 | يوكوهاما، اليابان | الصين | 1 هدف | 2-1   | كأس دايناستي |

## وصلات خارجية
- تشوي سونغ يونغ على موقع الاتحاد الدولي (مؤرشف)  (الإنجليزية)
- تشوي سونغ يونغ على موقع رابطة كرة القدم اليابانية للمحترفين (اليابانية)
- تشوي سونغ يونغ على موقع دوري كوريا الجنوبية (الإنجليزية)
- تشوي سونغ يونغ على موقع قاعدة بيانات كرة القدم.إي يو (الإنجليزية)
- تشوي سونغ يونغ على موقع ناشيونال فوتبول تيمز (الإنجليزية)
- تشوي سونغ يونغ على موقع Soccerway.com (الإنجليزية)
- تشوي سونغ يونغ على موقع أوليمبيديا (الإنجليزية)

- National Team Player Record[وصلة مكسورة] (بالكورية)
- J.League Data Site (باليابانية)